# Municipionline
O Municipionline é um banco de dados sobre todos os municípios brasileiros. O serviço iniciou suas atividades na internet em 1996, no Rio de Janeiro.
Atualmente, o sítio na internet é uma das maiores fontes de dados da malha municipal brasileira. Consultado por milhares de pessoas diariamente.[carece de fontes?]
O site conta com uma ferramenta de busca, onde se pode fazer pesquisas usando opções como nome, população, estado, ano de fundação e outros. Esta ferramenta ajuda o usuário a navegar nas quase 60.000 páginas do site.
Para cada um dos 5.561 municípios, foi criado um espaço chamado Mural, onde o usuário pode deixar perguntas, comentários e tirar dúvidas sobre o respectivo município de busca. Milhares de perguntas já foram encaminhadas e solucionadas em centenas de municípios.[carece de fontes?]

## História
O Municipionline originou-se da publicação, em 1995, da Enciclopédia dos Municípios Brasileiros. A Enciclopédia publicada no começo daquele ano, foi publicada em 10 volumes, trazendo um verbete de meia página com os dados de todos municípios brasileiros e seus administradores. Para facilitar o trabalho de atualização constante, todas as informações e mapas foram digitalizadas e colocados online para consulta geral.